# Josef Macura
Josef Macura (29. dubna 1919 – ?) byl český a československý bezpartijní politik polské národnosti a poslanec České národní rady a Sněmovny národů Federálního shromáždění za normalizace.

## Biografie
K roku 1969 se uvádí bytem Český Těšín, původní profesí učitel. Absolvoval právnickou a filozofickou fakultu. Pracoval jako metodický pracovník Krajského pedagogického ústavu v Ostravě. Působil jako místopředseda Hlavního výboru PZKO v Českém Těšíně a předseda Závodního výboru ROH při Krajském pedagogickém ústavu.
Po provedení federalizace Československa usedl v lednu 1969 i do Sněmovny národů Federálního shromáždění. Do federálního parlamentu ho nominovala Česká národní rada. Ve FS setrval do konce funkčního období, tedy do voleb roku 1971. Dlouhodobě zasedal v České národní radě. V ní obhájil mandát ve volbách roku 1971 a setrval zde až do konce funkčního období, tedy do voleb roku 1976.